# Angry Birds Transformers
Angry Birds Transformers — десятая игра в серии Angry Birds. Является кроссовером между мирами Angry Birds и «Трансформеры». Игра была выпущена 15 октября 2014 года. 30 октября того же года игра была выпущена на платформу Android.

## Сюжет
На остров Свиней падает энергетическое яйцо, который превращает птиц в автоботов (в игре называются Автоптицы) и некоторых свиней в десептиконов (в игре называются Свинептиконы), оно также превращает яйца в Яйцеботов, которые заставляют подчиниться себе большинство свиней на острове. Свиньям-десептиконам приходится заключить союз с птицами-автоботами, чтобы разрушить все башни злых свиней и поймать Яйцеботов, освободив остров.

## Геймплей
Главная цель игрока — уничтожение как можно большего числа свиней на уровне. Некоторые уровни разблокируются только при достижении достаточного количества убийств или скоплении необходимого количества монет. Также можно разблокировать других персонажей за определённое количество взорванных свиней и открывать новые территории, повышая свой уровень улучшением трансформеров.

## Персонажи

### Играбельные персонажи
- Рэд — Оптимус Прайм, Великий Магнус, Великий Оптимус Прайм, Энергоновый Оптимус Прайм, Эпичный Оптимус Прайм, Немезис Прайм, Блэр.
- Чак — Бамблби, Высокооктановый Бамблби, Родимус, Энергоновый Бамблби, Немезис Хот Род, Классический Бамблби, Клиффджампер, Космос.
- Синяя троица — Блустрик, Проул, Смоукскрин, Бичкомбер.
- Теренс — Хитвейв, Сентинел Прайм, Рэтчет, Хаунд, Айронхайд.
- Хэл — Грэй Слэм Гримлок, Энергоновый Гримлок, Голдбайтовый Гримлок, Триптикон.
- Бабблз — Джаз, Рикошет, Бластер, Сайдсвайп, Рэд Алерт, Санстрикер, Мираж.
- Стелла — Арси, Эйрахнид, Хромия, Новастар, Мунрейсер, Гринлайт.
- Серебрянка — Виндблейд, Энергоновая Виндблейд, Элита-1.
- Король свиней — Великий Мегатрон, Бладжеон, Броул, Тёмный Мегатрон, Шоквейв, Энергоновый Шоквейв, Энергоновый Мегатрон.
- Усатый барон — Локдаун, Энергоновый Локдаун, Дэд Энд, Баррикейд.
- Капрал — Гальватрон, Энергоновый Гальватрон, Скорпоног, Мотомастер, Дрегстрип.
- Свин-Повар — Саундвейв, Саундбластер, Энергоновый Саундвейв, Брейкдаун.
- Свин-миньон — Тандеркрекер, Энергоновый Старскрим, Эйсидшторм, Старскрим, Скайварп, Сансторм, Девастатор.
- Бомб — Дрифт, Уилджек, Грэппл, Омега Суприм.
- Матильда - Наутика, Энергоновая Наутика, Стронгарм.
- Могучий Орел - Альфа Трион, Суперион, Кап.
- Зета - Ночная птица, Слипстрим

### Неиграбельные персонажи
- Свин-миньон — Хотлинк
- Астротрейн.
- Другие свиньи-миньоны (враги) — Свинептиконы.
- Ходячие турели.
- Свин-профессор.
- Обычные свиньи.
- Яйцо — Искра, Яйцеботы.

### Telepods.
| Персонаж (русский/оригинал(английский)) | Персонаж (русский/оригинал(английский)) | Набор с этим персонажем                      | Описание набора                             |
| --------------------------------------- | --------------------------------------- | -------------------------------------------- | ------------------------------------------- |
| Оптимус Прайм                           | Optimus Prime                           | Отдельный набор                              | Набор с одним персонажем                    |
| Бамблби                                 | Bumblebee                               | Отдельный набор                              | Набор с одним персонажем                    |
| Саундвейв                               | Soundwave                               | Отдельный набор                              | Набор с одним персонажем                    |
| Хитвейв                                 | Heatwave                                | Отдельный набор                              | Набор с одним персонажем                    |
| Бладжеон                                | Bludgeon                                | Сентинел Прайм против Бладжеона              | Дуэль персонажей: набор с двумя персонажами |
| Ультра Магнус                           | Ultra Magnus                            | Ультра Магнус против Саундбластера           | Дуэль персонажей: набор с двумя персонажами |
| Локдаун                                 | Lockdown                                | Отдельный набор                              | Набор с одним персонажем                    |
| Гальватрон                              | Galvatron                               | Отдельный набор                              | Набор с одним персонажем                    |
| Саундбластер                            | Soundblaster                            | Ультра Магнус против Саундбластера           | Дуэль персонажей: набор с двумя персонажами |
| Сентинел Прайм                          | Sentinel Prime                          | Сентинел Прайм против Бладжеона              | Дуэль персонажей: набор с двумя персонажами |
| Энергоновый Старскрим                   | Energon Starscream                      | Набор энергоновых гонщиков                   | Специальный набор с пятерьмя персонажами    |
| Энергоновый Саундвейв                   | Energon Soundwave                       | Набор энергоновых гонщиков                   | Специальный набор с пятерьмя персонажами    |
| Энергоновый Гримлок                     | Energon Grimlock                        | Набор энергоновых гонщиков                   | Специальный набор с пятерьмя персонажами    |
| Энергоновый Локдаун                     | Energon Lockdown                        | Набор энергоновых гонщиков                   | Специальный набор с пятерьмя персонажами    |
| Энергоновый Оптимус Прайм               | Energon Optimus Prime                   | Набор энергоновых гонщиков                   | Специальный набор с пятерьмя персонажами    |
| Энергоновый Гальватрон                  | Energon Galvatron                       | н/д                                          | н/д                                         |
| Великий Мегатрон                        | Ultimate Megatron                       | Гоночный трек Оптимуса Прайма                | Игровая база с двумя персонажами            |
| Великий Оптимус Прайм                   | Ultimate Optimus Prime                  | Гоночный трек Оптимуса Прайма                | Игровая база с двумя персонажами            |
| Высокооктановый Бамблби                 | High Octane Bumblebee                   | Взрыв Бамблби                                | Игровая база с двумя персонажами            |
| Голдбайтовый Гримлок                    | Goldbite Grimlock                       | Взрыв Бамблби                                | Игровая база с двумя персонажами            |
| Джаз                                    | Jazz                                    | Джаз против Броула                           | Дуэль персонажей: набор с двумя персонажами |
| Броул                                   | Brawl                                   | Джаз против Броула                           | Дуэль персонажей: набор с двумя персонажами |
| Тандеркрекер                            | Thundercracker                          | Отдельный набор гонщиков Месть Свинептиконов | Набор с одним персонажем                    |
| Грэй Слэм Гримлок                       | Grey Slam Grimlock                      | Отдельный набор гонщиков Месть Свинептиконов | Набор с одним персонажем                    |
| Тёмный Мегатрон                         | Dark Megatron                           | Отдельный набор гонщиков Месть Свинептиконов | Набор с одним персонажем                    |
| Арси                                    | Arcee                                   | н/д                                          | н/д                                         |
| Эйрахнид                                | Airachnid                               | н/д                                          | н/д                                         |
| Блустрайк                               | Bluestreak                              | н/д                                          | н/д                                         |
| Проул                                   | Prowl                                   | н/д                                          | н/д                                         |
| Рэтчет                                  | Ratchet                                 | Отдельный набор турбоэнергоновых гонщиков    | Набор с одним персонажем                    |
| Эпичный Оптимус Прайм                   | Epic Optimus Prime                      | Отдельный набор турбоэнергоновых гонщиков    | Набор с одним персонажем                    |
| Шоквейв                                 | Shockwave                               | Отдельный набор турбоэнергоновых гонщиков    | Набор с одним персонажем                    |
| Эйсидшторм                              | Acidstorm                               | Отдельный набор турбоэнергоновых гонщиков    | Набор с одним персонажем                    |

## Оценки
Игра получила смешанные отзывы. Сайт Metacritic выставил ей оценку 70/100, основываясь на двенадцати рецензиях.